# روي دبليو. ألين
روي دبليو. ألين (بالإنجليزية: Roy W. Allen)‏ هو صاحب مطعم أمريكي، ولد في 30 سبتمبر 1882 في إلينوي في الولايات المتحدة، وتوفي في 26 مارس 1968 في مقاطعة أورانج في الولايات المتحدة.